# 태평양 안전 보장 조약

태평양 안전 보장 조약 체결국

태평양 안전 보장 조약(Australia, New Zealand, United States Security Treaty)은 1951년 9월 1일 미국과 오스트레일리아, 뉴질랜드 세 나라 사이에 체결된 군사 동맹 조약으로, 태평양 지역의 방위를 위한 군사적 협력을 목적으로 한다. 체결 국가의 영어 머리 글자를 따서 앤저스(ANZUS) 또는 앤저스 조약(ANZUS Treaty)이라고도 부른다.
이 조약은 1952년 4월 29일에 효력이 발생했지만 1986년 미국과 뉴질랜드의 군사 동맹 조약이 효력을 상실하면서 현재는 오스트레일리아와 뉴질랜드, 미국과 오스트레일리아의 군사 동맹 체제로 전환된 상태이다.
유효기간은 무기한이다. 일본이 주권을 회복한 샌프란시스코 대일강화조약 체결 직전에 체결된 PSP는 미국의 태평양 지역 진출을 위한 교두보 구축의 의도가 짙었는데, 그 후 SEATO의 창설이나 베트남 전쟁 참전의 정치적 근거가 이용되기도 하였고, 인도차이나 공산화사태나 인도양·동중국해 지역에서의 소련 해군력 증강, 중국의 세력확장 등과 맞물려 그 중요성이 점증하였다. 조약내용에서도 개별적 방위력의 강화 및 무력공격에 대한 공동대처와 함께 장래의 태평양 지역의 확고한 안전보장체제 확보의 전(前)단계라는 확대·발전적 규정을 설치하고 있다.

## 같이 보기
- 동남아시아 국가 연합
- 오스트레일리아 방위군
- 오커스
- 파이브 아이즈
- 5개국 방위 협정
- 파인 갭
- 쿼드 (국제 회의)
- 동남아시아 조약 기구
- 미군